# Boris Espezúa Salmón
Boris Gilmar Espezúa Salmón (Juli, 27 de diciembre de 1960) es un abogado, educador y poeta peruano. Se desempeñó como consejero y docente de la Academia de la Magistratura entre 2005 y 2006, dirigió el Fondo Editorial de la Universidad Nacional del Altiplano de Puno, y fue jefe de la Biblioteca Nacional del Perú entre agosto del 2023 y 2024. Además ganó el Premio Copé de Oro en el año 2009 por su obra Gamaliel y el oráculo del agua.

## Biografía
Boris Gilmar Espezua Salmón, nació el año 1960, en el distrito de Juli, provincia de Chucuito, que está ubicado en el departamento de Puno al sur del Perú. Cursó sus estudios superiores en la Facultad de Derecho y Ciencia Política de la Universidad Nacional Mayor de San Marcos.
Es doctor en Derecho por la Universidad Católica Santa María de Arequipa y magíster en Derecho Público por la Universidad Nacional del Altiplano. Concluyó estudios de Educación, diplomado en «Ética e Interculturalidad» por la Universidad Antonio Ruiz de Montoya y en “Gestión Pública” por la Universidad del Pacífico.
Es docente principal de la Facultad de Ciencias Jurídicas y Políticas de la Universidad Nacional de Altiplano de Puno, y se ha desempeñado como decano de la misma casa de estudios, además ha dirigido el Fondo Editorial de la Universidad Nacional del Altiplano de Puno.
Fue consejero y docente de la Academia de la Magistratura entre los años 2005 y 2006 y es parte del Consejo de Investigación del Instituto de Estudios de las Culturas Andinas (IDECA).
Pertenece al grupo “Pluralidades”  y es miembro de la Sociedad Peruana de Derecho Constitucional, y codirige la serie Puno Esencial, de la Dirección Desconcentrada de Cultura de Puno.
El 16 de agosto del 2023 fue designado como jefe de la Biblioteca Nacional del Perú por el Ministerio de Cultura, cargo que desempeñó hasta el 2 de agosto de 2024, fecha en que se hizo oficial su renuncia.

## Premios
En el año 2009 ganó el Premio Cope de Oro, en la decimocuarta edición de la Bienal de Poesía, por su obra Gamaliel y el oráculo del agua. Edición donde también participaron los poetas Martín Zúñiga Chávez y Carlos Tataje. 

## Publicaciones
Ha publicado diversas obras, tanto de poesía como relacionadas al Derecho, dentro de las cuales destacan las siguientes.

### Obras de Poesía
- A través del ojo de un hueso (1988)
- Tránsito de amautas y otros poemas (1990)
- Alba del pez herido (1998)
- Tiempo de cernícalo (2002)
- Gamaliel y el oráculo del agua (2010)
- Máscaras en el aire. Candelaria Fe y Fuego (2015)

1. " Ajayu del fueho y los abismos " (2023)

### Obras de Derecho
- Ética de la Justicia (2003)
- Protección de la dignidad humana (2008)
- Filosofía del Derecho. Manual y lecturas para una reflexión crítica (2011)
- El derecho desde la mirada del otro. Bases para la construcción del pluralismo jurídico en el Perú. (2016)

```
" Nudos y voces de la República. Ciudadanía y nación en cuatro escritores peruanos (2021)
```